# Schweizer Truppen in neapolitanischen Diensten

Das Königreich beider Sizilien 1843

Die Schweizer Truppen in neapolitanischen Diensten umfassten elf Truppenkörper aus den Schweizer Kantonen, welche von 1734 bis 1859 für die spanische Dynastie Bourbon-Sizilien militärischen Dienst leisteten.
Sie dienten dem Herrscherhaus im 18. Jahrhundert, die in Personalunion verbundenen Königreiche Neapel und  Sizilien gegen den Anspruch Österreichs zu behaupten. Im 19. Jahrhundert wurden sie zur Stützung der absolutistischen Machtausübung der Herrscher und zur Niederschlagung der republikanischen Freiheitsbestrebungen im inzwischen (ab 1816) staatsrechtlich vereinigten Königreich beider Sizilien eingesetzt. Dies stärkte in der Schweiz die liberale Gegenbewegung zum Solddienst, die 1859 die Abschaffung der Schweizer Truppen in fremden Diensten durchsetzte.
Schweizer Truppen in fremden Diensten hiess der von Behörden der Schweizer Eidgenossenschaft mit Staatsverträgen geregelte Solddienst von geführten, ganzen Truppenkörpern im Ausland. Diese Verträge enthielten ein Kapitel, das die militärischen Angelegenheiten regelte: die sogenannte Kapitulation (oder Privatkapitulation, wenn einer der Vertragspartner ein privater Militärunternehmer war).

## Übersicht über die Schweizer Truppen in neapolitanischen Diensten
| vor der Abdankung des Hauses Bourbon-Sizilien 1806 |                                   |           |
| #                                                  | Bezeichnung                       | Jahr      |
| König Karl VII. 1735–1759                          |                                   |           |
| 1                                                  | Schweizer Regiment Tschudi        | 1734–1789 |
| 2                                                  | Schweizer Regiment Jauch          | 1734–1789 |
| 3                                                  | Schweizer Gardebataillon          | 1734–1754 |
| 4                                                  | Schweizer Regiment Nideröst/ Wirz | 1748–1789 |
| 5                                                  | Schweizer Garderegiment           | 1754–1789 |

| nach der Wiedereinsetzung des Hauses Bourbon-Sizilien 1815 |                                             |           |
| #                                                          | Bezeichnung                                 | Jahr      |
| König Franz I. 1825–1830                                   |                                             |           |
| 6                                                          | 1. Schweizer Regiment (Luzerner Regiment)   | 1825–1859 |
| 7                                                          | 2. Schweizer Regiment (Freiburger Regiment) | 1825–1859 |
| 8                                                          | 3. Schweizer Regiment (Bündner Regiment)    | 1825–1859 |
| 9                                                          | 4. Schweizer Regiment (Berner Regiment)     | 1829–1859 |
| König Ferdinand II. 1830–1859                              |                                             |           |
| 10                                                         | Jägerbataillon 13                           | 1850–1859 |
| König Franz II. 1859–1861                                  |                                             |           |
| 11                                                         | Schweizer Fremdenbrigade                    | 1860–1861 |

| - Haus Bourbon-Anjou - Karl III. | - Haus Bourbon-Sizilien - Franz I. - Ferdinand II. - Franz II. |

## Die Sekundogenitur der spanischen Bourbonen in Neapel 1734
Mit einer Militärabteilung seines Vaters, König Philipp V. von Spanien, und Detachementen der Schweizer Regimenter Bessler und Nideröst, in spanischen Diensten an vorderster Front, eroberte der Infant Don Carlos Sebastián de Borbón y Farnesio, der spätere spanische König Karl III., 1734/35 das Königreich Neapel und Sizilien und proklamierte sich zu dessen König. Für Kaiser Karl VI. war der Verlust dieses Königreichs das kleinere Übel als das Risiko des Aussterbens seiner Habsburger Dynastie. Er suchte, ohne männlichen Nachwuchs und auf die Einsetzung seiner Tochter Maria Theresia als Thronerbin bedacht, die Zustimmung Frankreichs für seine Pragmatische Sanktion zu gewinnen und willigte deshalb 1735 im Wiener Präliminarfrieden in eine Sekundogenitur der spanischen Bourbonen in Neapel ein. Don Carlos wurde daraufhin 1735 als Karl VII. zum König von Neapel und Sizilien gekrönt.

## Schweizer Truppen bis zur Abdankung des Hauses Bourbon-Sizilien 1806
Karl VII. bemühte sich umgehend um die Anwerbung eigener Schweizer Truppen in neapolitanische Dienste. Er wandte sich zu diesem Zweck an Josef Anton Tschudi und Karl Franz Jauch, Offiziere seiner Schweizer Truppen in spanischen Diensten.
Jauch und Tschudi lösten die Aufgabe umgehend und begründeten je ein Regiment. Noch 1734 wurde aus dem Regiment Tschudi ein Bataillon als Schweizer Gardebataillon ausgegliedert, das sich später zum Schweizer Garderegiment entwickelte. Das spanische Schweizer Regiment Nideröst wechselte 1748, bis dann in spanischem Sold, aber seit 1735 mit dem neuen Besitzer Wirz, in neapolitanische Dienste.
| Bezeichnung, Einsatzdauer         | (1nea) Schweizer Regiment Tschudi 1734–1789 |                   |                   |               |                              |                |                |
| Jahr, Vertragspartner             | 1734: Privatkapitulation von Josef Anton Tschudi aus Glarus, Grenadierhauptmann im spanischen Regiment Nideröst, mit dem spanischen Infanten Don Carlos, Herzog von Parma, Piacenza und Guastalla, ab 1735 König Karl VII. von Neapel und Sizilien. Die Kapitulation wurde von den katholischen Behörden des konfessionell koexistierenden Kantons Glarus rasch und gegen die Haltung der Tagsatzung, die auf den fehlenden Staatsvertrag mit Neapel, die unübliche freie Verwendbarkeit des Regiments und das nicht vorhandene Rückrufsrecht verwies, anerkannt und 1754 von Karl VII. sowie 1776 von König Ferdinand IV., seinem Sohn und Nachfolger, erneuert. Sie enthielt u. a. folgende Bestimmungen: „Die Kantone, aus welchen ein Hauptmann gestorben, sollen das Recht haben, den nächsten tüchtigen Erben des Verstorbenen an seine Stelle vorzuschlagen, in dessen Ermangelung aber jemand anders. Auf Absterben des Obrist soll sein Bruder Leonhard Ludwig Tschudi folgen und nach dessen Absterben der Kanton, so die mehresten Compagnien hat, einen vorschlagen. Ein Drittel der Soldaten kann aus Deutschen bestehen, die anderen aber sollen katholische Schweizer sein und es wird dem Obrist aufliegen die Recruten zu erhalten. Auch soll das Regiment seine eigene Justiz haben.“ Diese erbliche Nachfolge auf Stufe Regiment (Bruder) und Kompanie (Erbe des Verstorbenen) war ein Novum und einige dieser Bestimmungen sollten später Schwierigkeiten bereiten. Weitere Festlegungen: Das Regiment konnte überall und nach dem Wunsch seines Auftraggebers eingesetzt werden (auch auf dem Meer). Die rekrutierten Schweizer mussten eine Körperlänge von wenigstens 5 Schuh und 2 Zoll (ca. 1,55 m) und die ausländischen deutschen Freiwilligen 5 Fuss (ca. 1,50 m) aufweisen. |                   |                   |               |                              |                |                |
| Bestand, Formation                | 1 Linienregiment in 4 Bataillonen mit je 3 Infanterie-(Füsilier-)Kompanien zu je 220 Mann und 1 Grenadierkompanie mit 110 Mann inklusive Offiziere. Truppenstärke insgesamt: im Bataillon 770 und im Regiment 3'080 Mann. Der Regimentsstab wurde im 1. Bataillon eingegliedert. Jedes der 3 anderen Bataillone hatte einen eigenen Bataillonsstab. Truppenbestand total: 3'142 Personen. Sollbestand der Einheiten: \| Infanteriekompanie \| Infanteriekompanie \| Grenadierkompanie \| Grenadierkompanie \| Regimentsstab \| Regimentsstab \| Bataillonsstab \| Bataillonsstab \| \| 1 \| Hauptmann \| 1 \| Hauptmann \| 1 \| Oberst \| 1 \| Kommandant \| \| 1 \| Kapitänleutnant \| 1 \| Kapitänleutnant \| 1 \| Oberstleutnant \| 1 \| Adjutant \| \| 1 \| Leutnant \| 1 \| Leutnant \| 1 \| Major mit Kommandantenpatent \| 1 \| Feldkaplan \| \| 1 \| Zweiter Leutnant \| 1 \| Unterleutnant \| 1 \| Aide-Major \| 6 \| Trabanten \| \| 1 \| Fähnrich \| 4 \| Wachtmeister \| 1 \| Feldkaplan \| 9 \| Mann \| \| 8 \| Wachtmeister \| 2 \| Tambouren \| 1 \| Grossrichter \| \| \| \| 1 \| Schreiber \| 2 \| Pfeifer \| 1 \| Regimentsfeldscher \| \| \| \| 1 \| Feldscher \| 4 \| Trabanten \| 1 \| Regimentsprevost \| \| \| \| 4 \| Tambouren \| 94 \| Grenadiere \| 1 \| Brigadewachtmeister \| \| \| \| 1 \| Pfeifer \| 110 \| Mann \| 1 \| Tambourmajor \| \| \| \| 4 \| Trabanten \| \| \| 8 \| Trabanten \| \| \| \| 1 \| Marketender \| 12 \| Musikanten \| \| \| \| \| \| 1 \| Prevost \| 30 \| \| \| \| \| \| \| 194 \| Soldaten \| \| \| \| \| \| \| \| 220 \| Mann \| \| \| \| \| \| \| Bereits 1734 wurde ein Bataillon wieder ausgegliedert und zum Schweizer Gardebataillon befördert. 1754 bei der Vertragserneuerung war das Regiment bereits auf 1'400 Mann in 2 Bataillonen von je 700 Mann reduziert, mit 3 Infanteriekompanien à 200 Mann und 1 Grenadierkompanie von 100 Mann pro Bataillon. Vor der Auflösung 1789 zählte das Regiment 1'425 Mann und wies die praktisch gleiche Einteilung und Bewaffnung wie das Garderegiment auf. Die Fahne trug die Farben des Königs und des Obersten. |                   |                   |               |                              |                |                |
| Besitzer, Kommandant, Namensgeber | Ausgehoben von Josef Anton Tschudi, Oberstleutnant ex Regiment Nideröst, kommandiert von seinem älteren Bruder Oberst Leonhard Ludwig Tschudi, beide aus Glarus. Als Leonhard Ludwig 1747 auf das Kommando verzichtete und als Oberstleutnant ins Schweizer Gardebataillon übertrat, übernahm wieder Josef Anton das Regiment. Ob er es möglicherweise bis 1771 in Stellvertretung (Ignaz Alfons Weber, Rudolf Betschart, beide aus Schwyz, Jakob Franz Gallati aus Glarus) führen liess, ist aus den Quellen nicht eindeutig eruierbar. 1771 wurde sein zweiter Sohn Carl Ludwig Sebastian Tschudi Regimentsbesitzer. |                   |                   |               |                              |                |                |
| Herkunft Kader, Truppe            | nominell ausgehoben in den katholischen Kantonen |                   |                   |               |                              |                |                |
| Einsatz, Ereignisse               | 1742 und 1744–1746 bei Kämpfen in Mittel- und Oberitalien gegen Österreich sowie 1768 gegen die päpstliche Enklave Benevent im Einsatz. 1789 entlassen. |                   |                   |               |                              |                |                |
| Infanteriekompanie                | Infanteriekompanie | Grenadierkompanie | Grenadierkompanie | Regimentsstab | Regimentsstab                | Bataillonsstab | Bataillonsstab |
| 1                                 | Hauptmann | 1                 | Hauptmann         | 1             | Oberst                       | 1              | Kommandant     |
| 1                                 | Kapitänleutnant | 1                 | Kapitänleutnant   | 1             | Oberstleutnant               | 1              | Adjutant       |
| 1                                 | Leutnant | 1                 | Leutnant          | 1             | Major mit Kommandantenpatent | 1              | Feldkaplan     |
| 1                                 | Zweiter Leutnant | 1                 | Unterleutnant     | 1             | Aide-Major                   | 6              | Trabanten      |
| 1                                 | Fähnrich | 4                 | Wachtmeister      | 1             | Feldkaplan                   | 9              | Mann           |
| 8                                 | Wachtmeister | 2                 | Tambouren         | 1             | Grossrichter                 |                |                |
| 1                                 | Schreiber | 2                 | Pfeifer           | 1             | Regimentsfeldscher           |                |                |
| 1                                 | Feldscher | 4                 | Trabanten         | 1             | Regimentsprevost             |                |                |
| 4                                 | Tambouren | 94                | Grenadiere        | 1             | Brigadewachtmeister          |                |                |
| 1                                 | Pfeifer | 110               | Mann              | 1             | Tambourmajor                 |                |                |
| 4                                 | Trabanten |                   |                   | 8             | Trabanten                    |                |                |
| 1                                 | Marketender | 12                | Musikanten        |               |                              |                |                |
| 1                                 | Prevost | 30                |                   |               |                              |                |                |
| 194                               | Soldaten |                   |                   |               |                              |                |                |
| 220                               | Mann |                   |                   |               |                              |                |                |

| Bezeichnung, Einsatzdauer         | (2nea) Schweizer Regiment Jauch 1734–1789 |
| Jahr, Vertragspartner             | 1734: Privatkapitulation von Karl Franz Jauch aus Uri, Oberstleutnant im spanischen Schweizer Regiment Bessler, mit dem spanischen Infanten Don Carlos, Herzog von Parma, Piacenza und Guastalla, ab 1735 König Karl VII. von Neapel und Sizilien. Die Kapitulation wurde von den Behörden von Uri nachträglich und wegen der Haltung der Tagsatzung, die auf den fehlenden Staatsvertrag mit Neapel, die unübliche freie Verwendbarkeit des Regiments und das nicht vorhandene Rückrufsrecht verwies, zögerlich anerkannt und 1754 von Karl VII. sowie 1776 von König Ferdinand IV., seinem Sohn und Nachfolger, erneuert.                                                     |
| Bestand, Formation                | 1 Linienregiment mit einer Einteilung und Bewaffnung wie das Regiment Tschudi, jedoch mit 3 Bataillonen und der erblichen Nachfolge durch den Sohn. Truppenstärke insgesamt: im Bataillon 770 und im Regiment 2'310 Mann. Truppenbestand total: 2'362 Personen. 1754 bei der Vertragserneuerung war das Regiment bereits auf 1'400 Mann in 2 Bataillonen von je 700 Mann reduziert, mit 3 Infanteriekompanien à 200 Mann und 1 Grenadierkompanie von 100 Mann pro Bataillon. 1789 vor der Auflösung zählte das Regiment 1'425 Mann und wies die praktisch gleiche Einteilung und Bewaffnung wie das Garderegiment auf. Die Fahne führte die Farben des Königs und des Obersten. |
| Besitzer, Kommandant, Namensgeber | Ausgehoben und kommandiert von Oberst Karl Franz Jauch aus Uri (1739 Brigadier), 1743 übergeben an seinen dritten Sohn Karl Florian Jauch und 1781 an dessen Sohn Karl Eduard Jauch. |
| Herkunft Kader, Truppe            | Nominell ausgehoben in den katholischen Kantonen. |
| Einsatz, Ereignisse               | 1742 und 1744–1746 Kämpfe in Mittel- und Oberitalien gegen Österreich sowie 1768 ein Feldzug gegen die päpstliche Enklave Benevent. 1753 wurde das Regiment in Messina durch die Pest stark reduziert, und 1789 entlassen. |

| Bezeichnung, Einsatzdauer         | (3nea) Schweizer Gardebataillon 1734–1754 |                   |                   |                |                     |
| Jahr, Vertragspartner             | 1734 Privatkapitulation von Josef Anton von Tschudi aus Glarus mit dem spanischen Infanten Don Carlos, Herzog von Parma, Piacenza und Guastalla, ab 1735 König Karl VII. von Neapel und Sizilien. Die Kapitulation wurde von den katholischen Behörden des konfessionell koexistierenden Kantons Glarus rasch und gegen die Haltung der Tagsatzung, die auf den fehlenden Staatsvertrag mit Neapel, die unübliche freie Verwendbarkeit des Regiments und das nicht vorhandene Rückrufsrecht verwies, anerkannt und 1754 von Karl VII. sowie 1776 von König Ferdinand IV., seinem Sohn und Nachfolger, erneuert. |                   |                   |                |                     |
| Bestand, Formation                | Noch 1734 wurde ein Bataillon des Regiments Tschudi zum Schweizer Gardebataillon befördert. Es bestand aus 6 Infanterie-(Füsilier-)Kompanien zu je 120 Mann und 1 Grenadierkompanie mit 110 Mann inklusive Offiziere. Truppenstärke des Schweizer Gardebataillons 1734: 830 Personen. 1738 wurde es um 3 Infanteriekompanien à 120 Mann auf 1'190 Personen erhöht. Sollbestand der Einheiten: \| Infanteriekompanie \| Infanteriekompanie \| Grenadierkompanie \| Grenadierkompanie \| Bataillonsstab \| Bataillonsstab \| \| 1 \| Hauptmann \| 1 \| Hauptmann \| 1 \| Oberst \| \| 1 \| Leutnant \| 1 \| Kapitänleutnant \| 1 \| Oberstleutnant \| \| 1 \| Fähnrich \| 1 \| Leutnant \| 1 \| Major \| \| 4 \| Wachtmeister \| 4 \| Wachtmeister \| 1 \| Aide-Major \| \| 1 \| Schreiber \| 1 \| Unterleutnant \| 1 \| Feldkaplan \| \| 1 \| Feldscher \| 2 \| Tambouren \| 1 \| Grossrichter \| \| 3 \| Tambouren \| 2 \| Pfeifer \| 1 \| Regimentsfeldscher \| \| 1 \| Pfeifer \| 4 \| Trabanten \| 1 \| Regimentsprevost \| \| 4 \| Trabanten \| 94 \| Grenadiere \| 1 \| Brigadewachtmeister \| \| 1 \| Marketender \| 110 \| Mann \| 1 \| Tambourmajor \| \| 1 \| Prevost \| \| \| 8 \| Musikanten \| \| 101 \| Soldaten \| 8 \| Trabanten \| \| \| \| 120 \| Mann \| 26 \| Mann \| \| \| |                   |                   |                |                     |
| Besitzer, Kommandant, Namensgeber | Kommandiert von Josef Anton von Tschudi. |                   |                   |                |                     |
| Herkunft Kader, Truppe            | Als komplettes Bataillon ausgegliedert aus dem Schweizer Regiment Tschudi. |                   |                   |                |                     |
| Einsatz, Ereignisse               | Garnisonsdienst in Neapel. |                   |                   |                |                     |
| Infanteriekompanie                | Infanteriekompanie | Grenadierkompanie | Grenadierkompanie | Bataillonsstab | Bataillonsstab      |
| 1                                 | Hauptmann | 1                 | Hauptmann         | 1              | Oberst              |
| 1                                 | Leutnant | 1                 | Kapitänleutnant   | 1              | Oberstleutnant      |
| 1                                 | Fähnrich | 1                 | Leutnant          | 1              | Major               |
| 4                                 | Wachtmeister | 4                 | Wachtmeister      | 1              | Aide-Major          |
| 1                                 | Schreiber | 1                 | Unterleutnant     | 1              | Feldkaplan          |
| 1                                 | Feldscher | 2                 | Tambouren         | 1              | Grossrichter        |
| 3                                 | Tambouren | 2                 | Pfeifer           | 1              | Regimentsfeldscher  |
| 1                                 | Pfeifer | 4                 | Trabanten         | 1              | Regimentsprevost    |
| 4                                 | Trabanten | 94                | Grenadiere        | 1              | Brigadewachtmeister |
| 1                                 | Marketender | 110               | Mann              | 1              | Tambourmajor        |
| 1                                 | Prevost |                   |                   | 8              | Musikanten          |
| 101                               | Soldaten | 8                 | Trabanten         |                |                     |
| 120                               | Mann | 26                | Mann              |                |                     |

| Bezeichnung, Einsatzdauer         | (4nea)Schweizer Regiment Nideröst/ Wirz 1748–1789 |
| Jahr, Vertragspartner             | 1724: Kapitulation von König Philipp V. von Spanien mit den katholischen Kantonen und dem Fürstabt von Sankt Gallen, 1744 verlängert um 20 Jahre. 1735 wurde der Schwyzer Besitzer und Kommandant Karl Ignaz Nideröst bei der Belagerung von Syrakus getötet und der Obwaldner Josef Ignaz Wirz sein Nachfolger. Er suchte in Schwyz, das das Regiment für sich beanspruchte, um Bestätigung nach und erklärte, dass: „Meine fürnemen gnädigen Herren [des Kantons Schwyz] allein mein Richtschnuor seyn werden, ich ganzlich dero befolgen geloben, und von dero hoch mögenden gewalt allein dependieren werde.“ Schwyz verstrickte sich aber in Querelen mit Unterwalden, abwechselnd von Ob- und Nidwalden an der Tagsatzung vertreten, was die Angelegenheit zusätzlich erschwerte. Schwyz war vor allem um die kantonalen Besitzverhältnisse der bisher mehrheitlich schwyzerischen Kompanien, die wirtschaftliche Basis der lokalen Oberschicht, besorgt und anerkannte die Kapitulation Wirz zuerst nicht, duldete sie jedoch letztlich. Das Regiment wechselte 1748, bis dann vom spanischen König finanziert, definitiv in den Besitz von Karl VII., König von Neapel und Sizilien. Er übernahm die 1744 verlängerte spanische Kapitulation, die König Ferdinand IV., sein jüngerer Sohn und Nachfolger, 1764 und in den 1780er Jahren erneuerte. |
| Bestand, Formation                | 1 Linienregiment in 3 Bataillonen mit 3 Infanteriekompanien à 200 Mann und 1 Grenadierkompanie à 110 Mann. Truppenstärke: 2'130 Personen. 1742 wurde die Truppenstärke vorübergehend auf 2'840 Personen erhöht durch die Verschiebung des bis dahin in Spanien stationierten 4. Bataillons des Regiments Wirz nach Neapel. Das Bataillon erlitt aber rasch enorme personelle Verluste und wurde wegen Überschuldung bereits im nächsten Jahr wieder aufgelöst. 1789 vor der Auflösung zählte das Regiment 1'425 Mann und wies die praktisch gleiche Einteilung und Bewaffnung wie das Garderegiment auf. Die Fahne wies die Farben des Königs und des Obersten auf. |
| Besitzer, Kommandant, Namensgeber | Ausgehoben 1724 mit einem 10-jährigen Vertrag (1734 um 10 Jahre verlängert) von Oberst Karl Ignaz von Nideröst aus Schwyz, ehemals Oberstleutnant im spanischen Schweizer Regiment Mayor, 1735 übernommen von Oberst Wolfgang Ignaz Wirz aus Sarnen. |
| Herkunft Kader, Truppe            | Das Regiment wurde 1724 aus den katholischen Truppenteilen zweier aus Glaubensgründen 1721 von Spanien entlassenen protestantischen Regimentern gebildet: des Regiments von Salis (1719 in Graubünden angeworben) und des Regiments Mayor (1719 aufgestellt aus den aus venezianischem Dienst entlassenen Schweizer Regimentern Müller und von Stockar). Es wurde ergänzt mit Rekruten aus den katholischen Kantonen und 1728 von 2 auf 3 sowie 1732 auf 4 Bataillone erweitert. |
| Einsatz, Ereignisse               | Die Bataillone 1, 2 und 3 des Regiments waren 1733 unter der persönliche Führung von Karl Ignaz Nideröst mit den spanischen Kräften des spanischen Infanten Don Carlos, ab 1735 König Karl VII. von Neapel und Sizilien, an seinem Feldzug nach Neapel und in der entscheidenden Schlacht von Bitonto 1734 beteiligt. 1748 trat es in neapolitanische Dienste über. Vorher war es 1742 und 1744–1746 bei den Kämpfen in Mittel- und Oberitalien gegen Österreich und nachher noch 1768 gegen die päpstliche Enklave Benevent im Einsatz. 1789 wurde es entlassen. |

| Bezeichnung, Einsatzdauer         | (5nea)Schweizer Garderegiment 1754–1789 |                   |                   |      |                                                                 |
| Jahr, Vertragspartner             | 1754: Privatkapitulation auf 20 Jahre von Josef Anton von Tschudi aus Glarus mit König Karl VII. von Neapel und Sizilien. Die Kapitulation wurde von Katholisch-Glarus unter dem Vorbehalt, dass das Regiment nicht gegen eidgenössische Bündnispartner eingesetzt werde, anerkannt und 1776 von König Ferdinand IV., seinem Sohn und Nachfolger, erneuert. |                   |                   |      |                                                                 |
| Bestand, Formation                | Das in der Familie Tschudi erbliche Schweizer Gardebataillon wurde 1754 auf 2 Bataillone von 6 Infanterie- und 1 Grenadierkompanie von je 109 Mann erweitert und zum Schweizer Garderegiment aufgewertet. Truppenstärke: 1'526 Personen. Vor der Auflösung 1789 war das Garderegiment 1559 Mann stark und umfasste 2 Bataillone mit 6 Füsilier- und 1 Grenadierkompanie von je 109 Mann. Sollbestand der Einheit: \| Infanteriekompanie \| Infanteriekompanie \| Grenadierkompanie \| Grenadierkompanie \| Stab \| Stab \| \| 1 \| Hauptmann \| 1 \| Hauptmann \| 1 \| Oberst \| \| 3 \| Offiziere \| 3 \| Offiziere \| 1 \| Oberstleutnant \| \| 12 \| Unteroffiziere \| 12 \| Unteroffiziere \| 1 \| Major \| \| 3 \| Tambouren \| 3 \| Tambouren \| 2 \| Aide-Majore mit Majorsrang \| \| 1 \| Pfeifer \| 1 \| Pfeifer \| 2 \| Adjutanten im Fähnrichsrang \| \| 1 \| Profos \| 1 \| Profos \| 1 \| Quartiermeister im Hauptmannsrang \| \| 2 \| Trabanten \| 2 \| Trabanten \| 4 \| überzählige Offiziere für die Rekrutierung im Oberleutnantsrang \| \| 86 \| Soldaten \| 86 \| Grenadiere \| 2 \| Feldprediger \| \| 109 \| Mann \| 109 \| Mann \| 2 \| Oberchirurgen \| \| \| \| \| \| 1 \| Tambourmajor \| \| 8 \| Musikanten \| \| \| \| \| \| 1 \| Oberprofos \| \| \| \| \| \| 10 \| Trabanten für den Oberst und Oberstleutnant \| \| \| \| \| \| 36 \| Mann \| \| \| \| \| Die Soldaten waren in 8 Rotten unter einem Korporal eingeteilt und mussten aus Katholiken und zu 2/3 Schweizern bestehen. Die Uniform war rot mit blauen Aufschlägen, die Beinkleider blau. Die Füsiliere trugen Hüte, die Grenadiere Bärenfellmützen. Die Bewaffnung der Offiziere bestand aus dem Degen, diejenige der Unteroffiziere aus Steinschlossflinte und Säbel. Die Fahne der Garde führte vier geflammte Felder mit dem Schweizerkreuz. |                   |                   |      |                                                                 |
| Besitzer, Kommandant, Namensgeber | Ausgehoben von Josef Anton von Tschudi, 1770 übernommen von seinem älteren Bruder Oberst Leonhard Ludwig von Tschudi und 1779 von seinem Sohn Fridolin Joseph Ignatius von Tschudi. |                   |                   |      |                                                                 |
| Herkunft Kader, Truppe            | Nominell ausgehoben in den katholischen Kantonen. |                   |                   |      |                                                                 |
| Einsatz, Ereignisse               | 1742 und 1744–1746 Kämpfe in Mittel- und Oberitalien gegen Österreich. Tschudi verhinderte 1744 bei Velletri die Gefangennahme von Karl VII. durch einen mitternächtlichen Handstreich der Österreicher und rettete ihm so den Königsthron von Neapel und Sizilien. 1768 wurde das Garderegiment gegen die päpstliche Enklave Benevent eingesetzt und zusammen mit den drei Schweizer Linienregimentern 1789 entlassen. |                   |                   |      |                                                                 |
| Infanteriekompanie                | Infanteriekompanie | Grenadierkompanie | Grenadierkompanie | Stab | Stab                                                            |
| 1                                 | Hauptmann | 1                 | Hauptmann         | 1    | Oberst                                                          |
| 3                                 | Offiziere | 3                 | Offiziere         | 1    | Oberstleutnant                                                  |
| 12                                | Unteroffiziere | 12                | Unteroffiziere    | 1    | Major                                                           |
| 3                                 | Tambouren | 3                 | Tambouren         | 2    | Aide-Majore mit Majorsrang                                      |
| 1                                 | Pfeifer | 1                 | Pfeifer           | 2    | Adjutanten im Fähnrichsrang                                     |
| 1                                 | Profos | 1                 | Profos            | 1    | Quartiermeister im Hauptmannsrang                               |
| 2                                 | Trabanten | 2                 | Trabanten         | 4    | überzählige Offiziere für die Rekrutierung im Oberleutnantsrang |
| 86                                | Soldaten | 86                | Grenadiere        | 2    | Feldprediger                                                    |
| 109                               | Mann | 109               | Mann              | 2    | Oberchirurgen                                                   |
|                                   | |                   |                   | 1    | Tambourmajor                                                    |
| 8                                 | Musikanten |                   |                   |      |                                                                 |
| 1                                 | Oberprofos |                   |                   |      |                                                                 |
| 10                                | Trabanten für den Oberst und Oberstleutnant |                   |                   |      |                                                                 |
| 36                                | Mann |                   |                   |      |                                                                 |

Nach anfänglichem Garnisonsdienst wurden die Truppen Neapels erst 1740–1748 im Österreichischen Erbfolgekrieg in Kampfhandlungen verwickelt. Er brach beim unerwarteten Tod des letzten Habsburgers, Kaiser Karl VI., trotz vorheriger Billigung der Pragmatischen Sanktion durch die europäischen Mächte, aus und fand zu grossen Teilen in Norditalien statt.
Frankreich und Spanien, mit Neapel im Schlepptau, verbündet mit Preussen und Bayern machten Österreichs Erbtochter Maria-Theresia, unterstützt von Sardinien und England, das Erbe streitig.
Beim Ausbruch der Kämpfe 1740 konnte sich König Karl VII. neben seinen übrigen Truppen, darunter die eigenen drei Schweizer Einheiten, zusätzlich auf die Detachemente der Schweizer Regimenter Wirz und Bessler in spanischen Diensten stützen, welch letzteres 1741 seine beiden in Spanien verbliebenen 2 Bataillone ebenfalls nach Italien nachzog:
| 1'526 | Mann | Schweizer Garderegiment                                                                                              |
| 2'362 | Mann | Schweizer Regiment Tschudi                                                                                           |
| 2'362 | Mann | Schweizer Regiment Jauch                                                                                             |
| 2'130 | Mann | spanisches Schweizer Regiment Wirz (ehemals Nideröst, ab 1748 in neapolitanischen Diensten)                          |
| 1'420 | Mann | spanisches Schweizer Regiment Bessler (1749 beim Ablauf der Kapitulation aufgelöst)                                  |
| 9'800 | Mann | Schweizer Truppen insgesamt (entsprach knapp einem Viertel des Totalbestandes des königlich neapolitanischen Heeres) |

Nach Anfangserfolgen der antiösterreichischen Allianz wurden durch das Erscheinen einer Flotte des mit Österreich verbündeten Englands 1742 vor Neapel die Ambitionen von König Karl VII. gebremst. Er war gezwungen, sich vorübergehend neutral zu verhalten und die Truppen Neapels, mit Ausnahme der spanischen Regimenter Bessler und Wirz, vorerst aus Norditalien zurückzuziehen.
Als jedoch 1744 eine österreichische Armeeabteilung unter Feldmarschall Johann Georg Christian von Lobkowitz nach Süden vorrückte, stellte sich ihr Karl VII. mit seinem ganzen Heer entgegen und erstürmte bei Velletri deren Stellungen. In dieser von Neapel gewonnenen Entscheidungsschlacht wehrten die Schweizer Truppen den Gegenangriff der Österreicher ab, verhinderten die Gefangennahme von König Karl VII. und sicherten ihm damit die Königswürde. Die Einnahme von Neapel war verhindert, die Bourbonen hatten sich erfolgreich gegen Österreich behauptet und Lobkowitz musste sich zurückziehen.
Bis 1746 waren die Schweizer Truppen mit beträchtlichen Verlusten an der Seite ihrer Landsleute in spanischen und französischen Diensten auf den Schlachtfeldern Italiens im Einsatz beim Sturm auf Pavia und Montcastel, bei der Verteidigung von Valence sowie bei den Schlachten von Codogno und Piacenza. Bei der Rückkehr nach Neapel waren ihre Bestände auf einen Drittel abgesunken.
Ab 1747 verlagerte sich das militärische Geschehen in die Niederlande. Auf dem italienischen Territorium kam es zu keinen grösseren Kampfhandlungen mehr und 1748 wurde im Frieden von Aachen der Österreichische Erbfolgekrieg beendet.
Schon während des Krieges hatte sich die Problematik der Privatkapitulationen, die asymmetrische Machtverteilung zwischen Dienstherr und Regimentseignern durch die fehlende staatsvertragliche Verankerung, bemerkbar gemacht, als beide Parteien die Kapitulationsbestimmungen regelmässig missachteten. Der König agierte öfters willkürlich, griff bei gemischten Fällen (z. B. bei Beteiligung eines zivilen Vasallen) in die innere Gerichtsbarkeit der Regimenter ein und blieb vor allem im finanziellen Bereich einiges schuldig. Die Regimentskommandanten, durch grosse personellen Verluste, enorme Desertionsraten, mehrere Seuchenzüge, konkurrierende Werbung in der Heimat und piemontesische Sperren der Alpenpässe beim Rekrutennachschub in Bedrängnis, begannen die Kapitulationsbedingungen der Not gehorchend eigenmächtig auszulegen: die 2/3-Schweizer Klausel, die Katholiken-Vorschrift, die geforderten Minimalbestände, die verlangten Nationalitäten der Soldaten sowie weitere Kriterien wurden immer weniger beachtet.
Bei Kriegsende waren die meisten Einheiten praktisch zahlungsunfähig und viele finanziell nicht mehr in der Lage, die geforderten Bestände und Ausrüstungen aufzubringen oder zu unterhalten. Die königliche Kasse war derart überbeansprucht, dass König Karl VII. gezwungen war, seine Streitkräfte um einen Viertel zu reduzieren. Er bezog dabei auch die Schweizer Truppen ein, löste 1749 das spanische Schweizer Regiment Bessler auf und verfügte die Reduktion der Linienregimenter Tschudi, Jauch und Wirz von drei auf zwei Bataillone, bei gleichzeitigem Abbau der Sollbestände der Infanteriekompanien auf 200 Mann und der Grenadierkompanien auf 100 Mann.
Dieses einschneidende Neapolitanische Reduktionsgeschäft erschütterte die betroffene Machtelite der innerschweizerischen Kantone, der mangels Staatsvertrag die Hände gebunden waren, und führte zu heftigen Auseinandersetzungen mit den Regimentskommandanten. Vor allem die finanziellen Ansprüche der einheimischen Söldneraristokratie als Kompaniebesitzer wegen der vorzeitigen Auflösung der Soldverträge standen im Fokus. Die innerschweizerischen Querelen gipfelten sogar in einem Prozess gegen den Urner Obersten Jauch, mit einem vorübergehenden Bann durch Schwyz, Unterwalden und Zug, bevor die Lage sich wieder beruhigte.

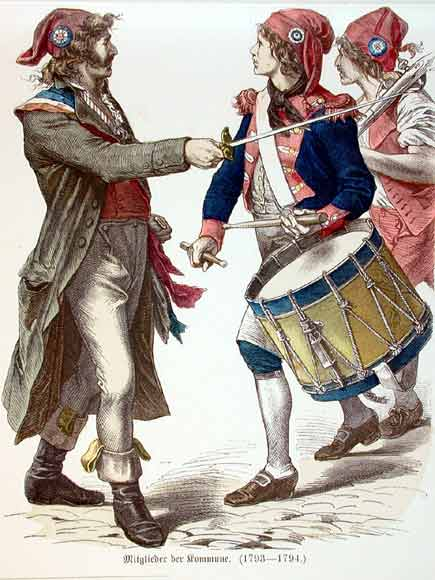
Revolutionäre mit Jakobinermütze

Für die reduzierten Regimenter folgte nach dieser Aktivphase wieder ein längerer ruhiger Zeitraum, der nur noch zweimal durch militärische Einsätze unterbrochen wurde: 1763 durch die Vertreibung der Jesuiten aus (Spanien und) Neapel und ein Jahr später der Feldzug auf die päpstliche Enklave Benevent.
Der Routinealltag in der Garnison und die ständig abnehmende Qualität der Rekrutenwerbung hatten einen zunehmend negativen Einfluss auf die Disziplin und den Ausbildungsstand. Die Kampfbereitschaft der Schweizer Truppen begann zu leiden und sank auf ein bedenkliches Niveau ab.
Unter dem Einfluss der ersten Ereignisse der französischen Revolution, 1789, ordnete König Ferdinand IV. auf Betreiben seiner Gattin Maria Karolina von Österreich, einer Tochter von Kaiserin Maria Theresia, eine Heeresreform an. Eines der Ziele waren tiefere Ausgaben für den Militäretat. Die nun straffere zentrale finanzielle Führung der Armee und die verschärfte monatliche Musterung der Bestände erhöhten den Druck auf die Regiments- und Kompaniebesitzer.
Mit der Reorganisation der Infanterie wurde der Generalinspektor der französischen Schweizer Regimenter, Brigadegeneral Anton von Salis-Marschlins beauftragt. Er löste 1789 die vier privilegierten und gegenüber leistungsmässig vergleichbaren ausländischen Truppen wesentlich teureren Schweizer Regimenter auf. Er reduzierte sie auf zwei kostengünstigere Fremdenregimenter unter dem Kommando von fremden Offizieren, eine Neuordnung, die bis zur Abdankung der Bourbonen 1806 bestand. Die Demarchen der aufgebrachten Kantone in Neapel zur Bereinigung der offenen Ansprüche blieben, ohne staatsvertragliche Handhabe, wirkungslos.

## Die Abdankung des Hauses Bourbon-Sizilien 1806 und die Bonapartisten 1806–1815
1798 riefen einheimische Patrioten in Neapel die kurzlebige Parthenopäische Republik aus und im folgenden Jahr wurde die Stadt in blutigen Kämpfen von französischen Revolutionstruppen besetzt. Dem König blieb nur Sizilien, wohin er sich geflüchtet hatte. 1799 kehrte er nach fünf Monaten mit Hilfe der sogenannten Sanfedisti, einer zusammengewürfelten Truppe mit dem Namen Esercito Cristiano della Santa Fede (Christliches Heer vom Heiligen Glauben), bestehend aus russischen Freiwilligen, königstreuen Bauern sowie einheimischen Briganten und geführt von Kardinal Fabrizio Ruffo, aufs Festland zurück und übte blutige Vergeltung an der republikanischen Elite Neapels. 1806 wurde König Ferdinand IV. aber von Napoléon Bonaparte zur Abdankung gezwungen. Napoleon setzte seinen Bruder Joseph und zwei Jahre später seinen Schwager Murat als Könige von Neapel ein, während Ferdinand IV. erneut in Sizilien residierte. Nach dem Sturz Napoleons wurde er mit militärischer Hilfe Österreichs 1815 wieder als absoluter Herrscher beider Sizilien eingesetzt.

## Schweizer Truppen nach der Wiedereinsetzung des Hauses Bourbon-Sizilien 1815
Nach seiner Wiedereinsetzung versuchte sich Ferdinand IV. mit der Anwerbung von Schweizer Truppen militärisch von seinem österreichischen Unterstützer zu emanzipieren. Diese Anwerbung gelang vorerst nicht, wegen noch offener Forderungen der Regimentsinhaber aus der Zeit vor seinem Sturz, Ansprüche die von den Kantonen unterstützt wurden.
Erst sein Nachfolger Franz I. kam 1825 mit den Eidgenossen wieder ins Geschäft. Er vereinbarte Kapitulationen für vier neue Schweizer Regimenter, diesmal mit den Kantonen. Sie enthielten jetzt die vorher in den Privatkapitulationen fehlenden Bestimmungen und wurden von der Tagsatzung ratifiziert.
Diese Kapitulationen enthielten unter anderem folgende Bestimmungen:
1. Der Einsatz:

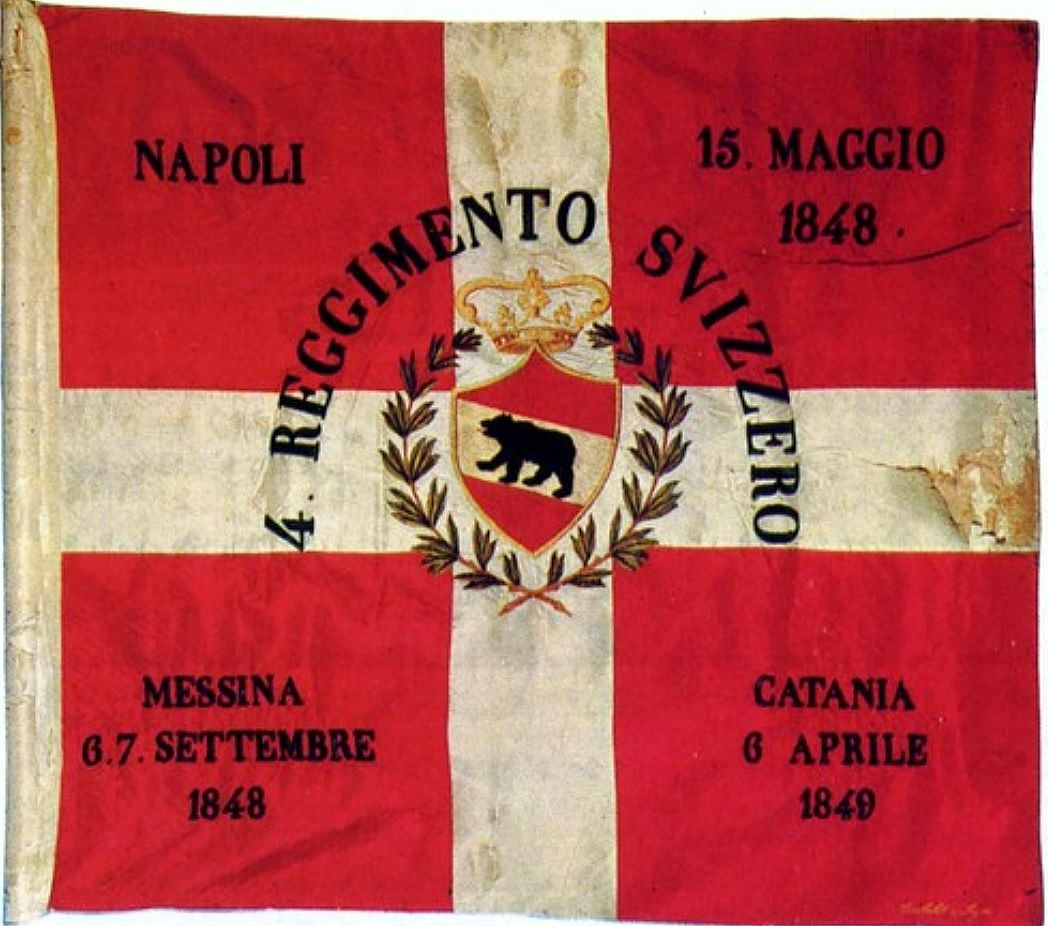
Fahne 4. Schweizer Regiment 1850: Wappenschild Bern

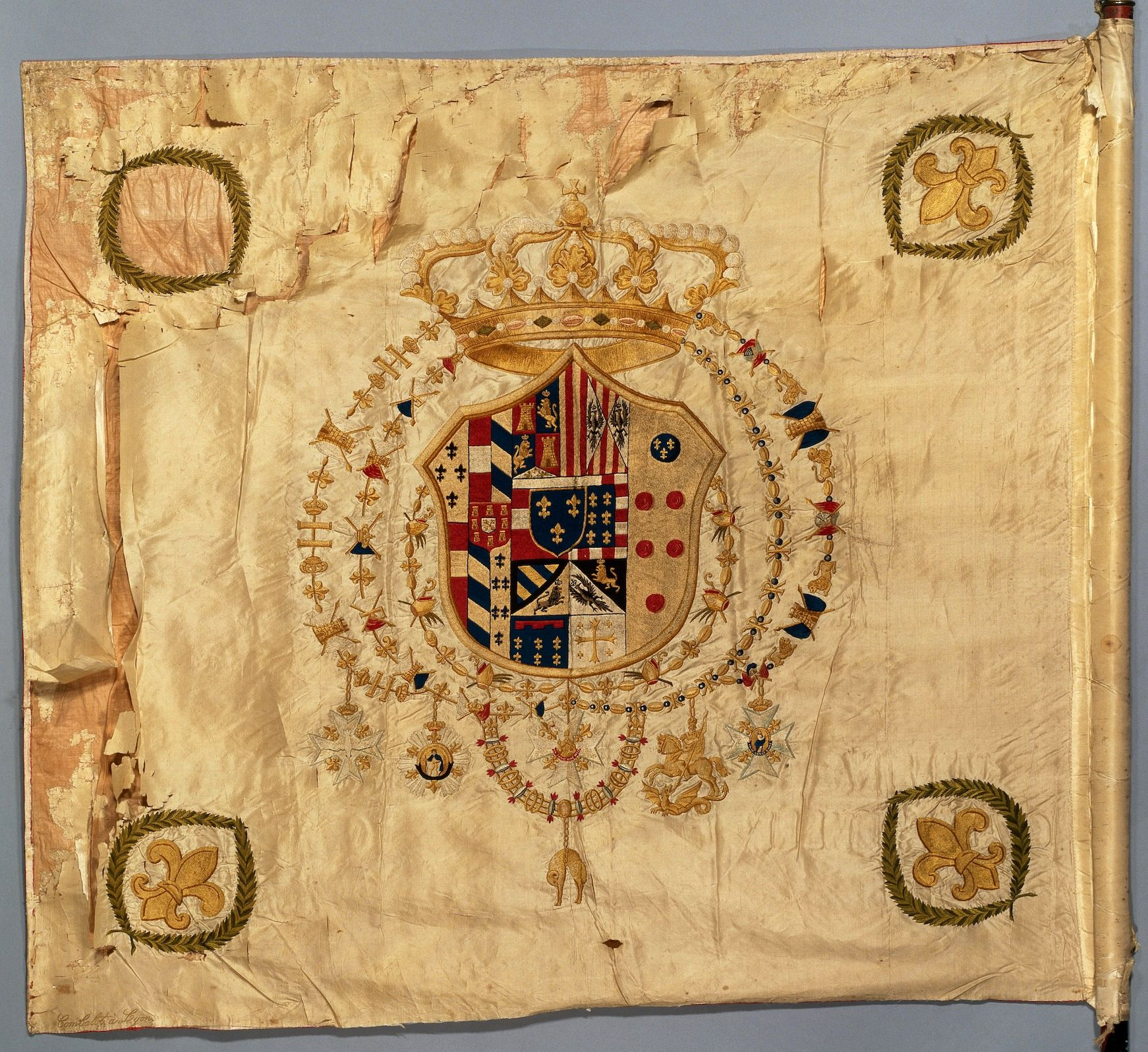
Fahne 4. Schweizer Regiment 1850: Emblem König beider Sizilien

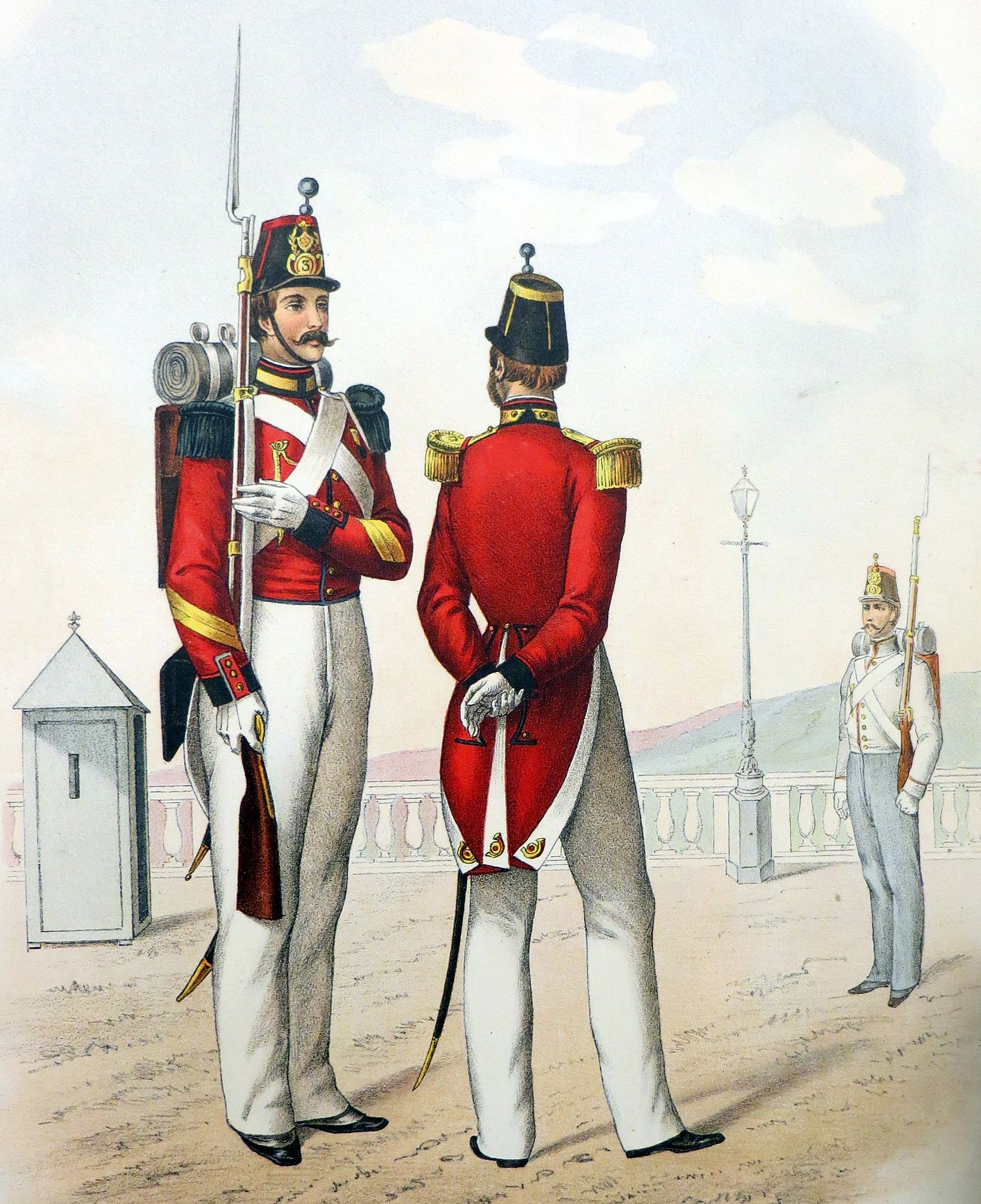
Jäger 3. Schweizer Regiment 1825–1859: Wachtmeister und Hauptmann in Paradeuniform (Sommer), hinten Schildwache in Arbeitsuniform

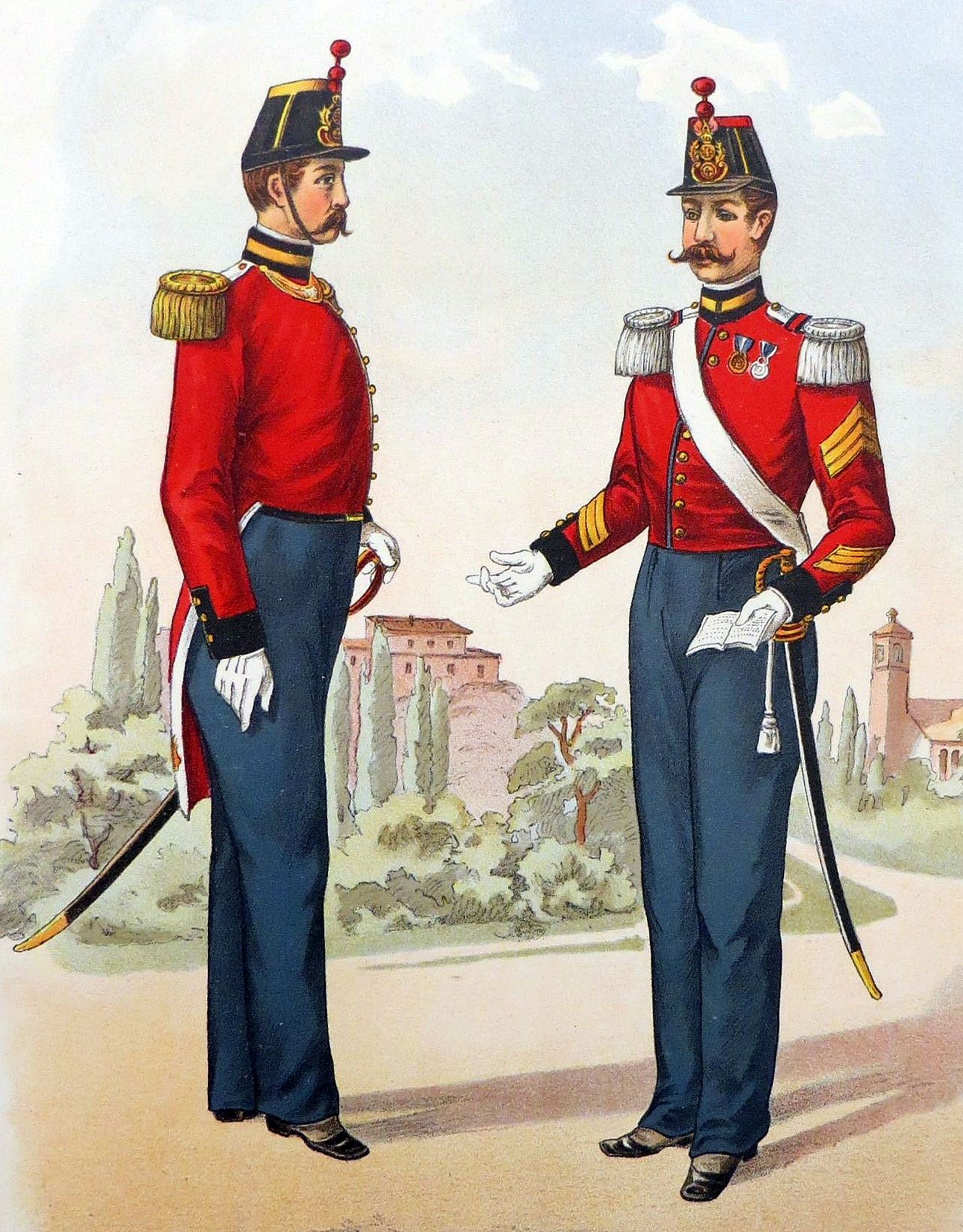
Grenadiere 4. Schweizer Regiment 1828–1859: Hauptmann und Feldweibel in Paradeuniform (Winter)

Die Regimenter durften nicht auf Kriegsschiffen, nicht in aussereuropäischen Ländern und nicht im neapolitanischen Korpsverband eingesetzt und sie durften nicht geteilt werden;
2. Die Ernennungen:
Offiziere wurden vom König gewählt, dabei galten die folgenden Zusatzbestimmungen: höhere Offiziere ab Stufe Major war der König frei, mit Ausnahme der Offiziere des Urner-Regiments (1. Regiment), die Kantonsangehörige sein mussten. Die Einsetzung von Grossrichter, Hilfs-Majoren, Feldkaplanen, Sanitätsoffizieren und Fahnenträgern nahm er auf Vorschlag des Obersten, der Verwaltungsoffiziere auf Vorschlag des Regimentsverwaltungsrates (Aufsichtsgremium des Kantons über die Kapitulation) und aller anderen Offiziere auf Vorschlag der betreffenden Kantone vor;
Unteroffiziere wurden entweder durch den Obersten (Unteroffiziere der kleinen Stäbe auf Vorschlag des Majors) oder durch den Major (Unteroffiziere der Kompanien auf Vorschlag des Hauptmanns) gewählt;
Musiker und Schulmeister wurden vom Regimentsverwaltungsrat gewählt;
3. Bestimmungen betreffend der Fahnen, Bewaffnung und Uniform:
Die Regimentsfahnen trugen auf der einen Seite das Schweizerkreuz im roten Feld und die Wappenschilde der kapitulierenden Kantone und auf der anderen Seite das Wappen des Königs beider Sizilien;
Die Bewaffnung der Mannschaft bestand aus Gewehr und Infanteriesäbel als Seitengewehr. In den 1850er Jahren wurde in den Schweizer Regimentern, wie in der ganzen neapolitanischen Armee, auf Antrag von Oberstleutnant Felix von Schumacher ein Miniégewehr aus belgischer Produktion eingeführt;
Die Paradeuniform war scharlachrot mit hellblauen, strohgelben, dunkelblauen oder schwarzen Aufschlägen je nach Regiment, weissen (Sommer) bzw. blauen (Winter) Hosen und Tschako.
Die Uniform der Artilleristen war unten und oben blau.
Die Arbeitsuniform war grau, bestehend aus Hosen und Ärmelweste oder Kaput;
4. Die Gerichtsbarkeit:
Nach dem Militärgesetz für Schweizer Regimenter in französischen Diensten, verfasst von General Nicolas de Gady aus Freiburg i/Ü, wurde 1817 von der Tagsatzung der folgende Strafcodex genehmigt:
Das Kriegsgericht urteilte mit dem Grossrichter und zwei von ihm beigezogenen Offizieren sowie einem Fourier als Schreiber, dem Obersten und einigen Stabsoffizieren als Ankläger, alle beeidigt, im Freien und mitten im Carré des vom Oberstleutnant geführten Regiments.
Das Gericht für Offiziere urteilte pro Rangstufe mit jeweils sechs ranggleichen Offizieren und präsidiert vom rangältesten Schweizer Offizier. Das Urteil konnte in eine Gefängnisstrafe gewandelt werden.
Das Urteil wurde von den Anklägern in geschlossener Sitzung geprüft, entweder bestätigt, gemildert oder mit Begnadigung erledigt.
Die Vollstreckung wurde sofort nach der Bestätigung des Urteils vollzogen. Sie bestand je nach Schwere des Vergehens aus: Hinrichtung, lebenslange Einschliessung in einer Inselfestung (Ergastolo), Galeerenstrafe (Galera), Zwangsarbeit in einer Strafanstalt (Presidio) oder Spiessrutenlaufen mit Ausstossung aus dem Regiment bei vorheriger Rasur des Schnurrbarts und der Haare auf der linken Seite des Kopfes.
Die von Offizieren und Unteroffizieren verhängten Disziplinarstrafen gegen Untergebene wurden vom Oberst bestätigt und mit Dauer und Form festgelegt.
Der Oberst (in eigener Kompetenz) konnte Gefängnisstrafen bis 3 Monate verfügen, die er für überschuldete Offiziere verlängern oder für die Mannschaft durch Ketten- oder Wasser- und Brot-Regime verschärfen durfte. Unteroffiziere konnte er im Dienst einstellen oder unter Beiziehung eines Disziplinarrates (bestehend aus dem Grossrichter und je zwei Stabsoffizieren und Kompanie-Hauptleuten) mit Körperstrafe, Degradierung und Ausstossung aus dem Regiment bestrafen.
Der König hatte kein Recht in diese Prozesse einzugreifen;
5. Die Religionsausübung:
Protestanten, wie z. B. dem 4. (Berner) Regiment, wurde Kultusfreiheit gewährt. Der protestantische Gottesdienst musste jedoch im Innern der Kaserne oder in der Kapelle der preussischen Botschaft stattfinden. Protestanten hatten auch gesonderte Begräbnisplätze;
6. Das Rückrufrecht:
Wurde den Kantonen im Falle des eigenen Kriegfalls zugestanden.
Die auf dieser Kapitulation beruhenden Aushebungen der Schweizer Regimenter 1 bis 3 begannen sofort, Bern folgte etwas später, als sich die Entlassung der Schweizer Truppen in Holland abzeichnete.
| Bezeichnung, Einsatzdauer         | (6nea) 1. Schweizer Regiment Luzerner Regiment, welscher Übername: „les catze-strèque“ (die Katzenstrecker) 1825–1859 |          |                            |                |                              |               |                |
| Jahr, Vertragspartner             | 1825 Kapitulation von Franz I., König beider Sizilien, mit den Kantonen Luzern, Uri, Unterwalden und Appenzell Innerrhoden. |          |                            |                |                              |               |                |
| Bestand, Formation                | 1 Linienregiment von 1'452 Mann, später 1'600 Mann, in 2 Bataillonen, das Bataillon mit 4 (kantonalen) Füsilierkompanien und 2 Elitekompanien (Grenadiere und Jäger oder Voltigeure). Sollbestand der Einheit: \| Artilleriesektion \| Artilleriesektion \| Kompanie \| Kompanie \| Bataillonsstab \| Bataillonsstab \| Regimentsstab \| Regimentsstab \| \| 1 \| Leutnant \| 1 \| Hauptmann \| 1 \| Major \| 1 \| Oberst \| \| 2 \| Unteroffiziere \| 3 \| Offiziere \| 1 \| Adjutant-Major \| 1 \| Oberstleutnant \| \| 40 \| Kanoniere und Trainsoldaten \| 15 \| Unteroffiziere \| 1 \| Leutnant-Quartiermeister \| 1 \| Adjutant-Major \| \| 43 \| Mann \| 3 \| Tambouren oder Trompeter \| 1 \| Unterarzt \| 1 \| Hauptmann \| \| \| \| 1 \| Musiker \| 1 \| Tambourmajor \| 1 \| Grossrichter \| \| 1 \| Sappeur \| 1 \| Kapellmeister \| 1 \| Hauptmann für die Bekleidung \| \| \| \| 96 \| Soldaten \| 1 \| Stabsfourier \| 1 \| Hauptmann Quartiermeister \| \| \| \| 119 \| Mann \| 1 \| Schulmeister \| 1 \| Rekrutierungs-Hauptmann \| \| \| \| \| \| 3 \| Adjutant-Unteroffiziere \| 1 \| Rekrutierungs-Leutnant \| \| \| \| 11 \| Mann \| 1 \| Oberarzt im Hauptmannsrang \| \| \| \| \| \| \| \| 1 \| Tambourmajor \| \| \| \| \| \| 1 \| Kapellmeister \| \| \| \| \| \| \| \| 1 \| Stabsfourier \| \| \| \| \| \| \| \| 1 \| Schulmeister \| \| \| \| \| \| \| \| 3 \| Adjutant-Unteroffiziere \| \| \| \| \| \| \| \| 17 \| Mann \| \| \| \| \| \| \| |          |                            |                |                              |               |                |
| Besitzer, Kommandant, Namensgeber | 1825 Oberst Ludwig von Sonnenberg aus Luzern, 1831 Oberst Ludwig Schindler aus Luzern, 1845 Oberstleutnant Josef Leonz Siegrist aus Ettiswil, 1849 Oberst Martin Mohr von Luzern, 1856 Oberst Alfons Bessler aus Uri. |          |                            |                |                              |               |                |
| Herkunft Kader, Truppe            | Hauptsächlich ausgehoben in Luzern (7 Kompanien), Uri (1), Nidwalden (2), Obwalden (1) und Appenzell Innerrhoden (1). |          |                            |                |                              |               |                |
| Einsatz, Ereignisse               | Die ersten zwei Jahrzehnte waren vom Garnisonsdienst auf dem Festland und in Sizilien geprägt. Er wurde in den 1830er und 1850er Jahren beeinträchtigt durch eine Choleraepidemie, die auch Opfer unter der Truppe forderten. In den Revolutionsjahren 1848/49 wurde die Truppe zur Niederschlagung der Aufstände der nach einer demokratischen Verfassung verlangenden Bevölkerung auf dem neapolitanischen Festland eingesetzt. 1849 waren die Jägerkompanien des 1. Regiments zusammen mit denjenigen des 2. Regiments in einem Spezialbataillon unter Major Schaub im französischen Expeditionskorps von General Nicolas Charles Victor Oudinot an der Niederschlagung der Römischen Republik und der Wiederherstellung der Herrschaft der Römisch-katholischen Kirche beteiligt. 1859 wurde das Regiment aufgelöst. |          |                            |                |                              |               |                |
| Artilleriesektion                 | Artilleriesektion | Kompanie | Kompanie                   | Bataillonsstab | Bataillonsstab               | Regimentsstab | Regimentsstab  |
| 1                                 | Leutnant | 1        | Hauptmann                  | 1              | Major                        | 1             | Oberst         |
| 2                                 | Unteroffiziere | 3        | Offiziere                  | 1              | Adjutant-Major               | 1             | Oberstleutnant |
| 40                                | Kanoniere und Trainsoldaten | 15       | Unteroffiziere             | 1              | Leutnant-Quartiermeister     | 1             | Adjutant-Major |
| 43                                | Mann | 3        | Tambouren oder Trompeter   | 1              | Unterarzt                    | 1             | Hauptmann      |
|                                   | | 1        | Musiker                    | 1              | Tambourmajor                 | 1             | Grossrichter   |
| 1                                 | Sappeur | 1        | Kapellmeister              | 1              | Hauptmann für die Bekleidung |               |                |
| 96                                | Soldaten | 1        | Stabsfourier               | 1              | Hauptmann Quartiermeister    |               |                |
| 119                               | Mann | 1        | Schulmeister               | 1              | Rekrutierungs-Hauptmann      |               |                |
|                                   | | 3        | Adjutant-Unteroffiziere    | 1              | Rekrutierungs-Leutnant       |               |                |
| 11                                | Mann | 1        | Oberarzt im Hauptmannsrang |                |                              |               |                |
|                                   | | 1        | Tambourmajor               |                |                              |               |                |
| 1                                 | Kapellmeister |          |                            |                |                              |               |                |
| 1                                 | Stabsfourier |          |                            |                |                              |               |                |
| 1                                 | Schulmeister |          |                            |                |                              |               |                |
| 3                                 | Adjutant-Unteroffiziere |          |                            |                |                              |               |                |
| 17                                | Mann |          |                            |                |                              |               |                |

| Bezeichnung, Einsatzdauer         | (7nea) 2. Schweizer Regiment Freiburger Regiment, welscher Übername: „les dzozés“ (von Joseph) 1825–1859 |
| Jahr, Vertragspartner             | 1825 Kapitulation von Franz I., König beider Sizilien, mit den Kantonen Freiburg und Solothurn. |
| Bestand, Formation                | Wie das 1. Schweizer Regiment. |
| Besitzer, Kommandant, Namensgeber | 1825 Oberst Karl Emanuel von der Weid aus Freiburg, 1832 Oberst Heinrich von Sury von Solothurn, 1839 Oberst François Joseph Nicolas de Buman von Freiburg, 1847 Oberst Joseph Viktor Franz Ludwig Brunner von Solothurn, 1849 Oberst Tobias von Müller von Freiburg, 1850 Oberst Karl von Sury von Solothurn, 1852 Oberst Wolfgang Adolf von Rascher von Chur. |
| Herkunft Kader, Truppe            | Hauptsächlich ausgehoben in Freiburg (6 Kompanien) und Solothurn (6). |
| Einsatz, Ereignisse               | Wie das 1. Schweizer Regiment. |

| Bezeichnung, Einsatzdauer         | (8nea)3. Schweizer Regiment Bündner Regiment, welscher Übername: „les goîtreux“ (die Kropfigen) 1825–1859 |
| Jahr, Vertragspartner             | 1825: Kapitulation von Franz I., König beider Sizilien, mit den Kantonen Wallis (1 Bataillon), Schwyz (1827 für 1/2 Bataillon d. h. 3 Kompanien) und Graubünden (1828 für 1/2 Bataillon d. h. 3 Kompanien). |
| Bestand, Formation                | Wie das 1. Schweizer Regiment. |
| Besitzer, Kommandant, Namensgeber | 1825 Oberst Hieronymus von Salis-Soglio aus Chur, 1829 Oberst Eugen von Stockalper de la Tour von Brig, 1840 Oberst Pierre-Marie Dufour aus Vionnaz-Monthey, 1848 Oberst Augustin von Riedmatten. |
| Herkunft Kader, Truppe            | Hauptsächlich ausgehoben im Wallis (6 Kompanien), in Schwyz (3) und Graubünden (3). |
| Einsatz, Ereignisse               | Die ersten zwei Jahrzehnte waren vom Dienst in wechselnden Garnisonen auf dem Festland und in Sizilien geprägt. Er wurde in den 1830er und 1850er Jahren durch den Einsatz gegen die Choleraepidemien belastet, die auch Opfer unter der Truppe forderten. In den Revolutionsjahren 1848/49 wurde die Truppe zur Niederschlagung der Aufstände der nach einer demokratischen Verfassung verlangenden Bevölkerung auf dem neapolitanischen Festland und in Sizilien eingesetzt. 1849 war das 3. Regiment im französischen Expeditionskorps von General Nicolas Charles Victor Oudinot an der Niederschlagung der Römischen Republik und der Wiederherstellung der Herrschaft der römisch-katholischen Kirche beteiligt. 1859 war es Ausgangspunkt der Revolte, bei deren Niederschlagung durch das Jägerbataillon 13 es Todesopfer zu beklagen hatte und die zur Auflösung der Schweizer Truppen in neapolitanischen Diensten im gleichen Jahr führte. 1859 wurde das Regiment aufgelöst. |

| Bezeichnung, Einsatzdauer         | (9nea)4. Schweizer Regiment Berner Regiment, welscher Übername: „les moutse“ (die Mutzen, schweizerdeutsch: Mutz = Bär) 1829–1859 |
| Jahr, Vertragspartner             | 1828 Kapitulation von Franz I., König beider Sizilien, mit dem Kanton Bern. |
| Bestand, Formation                | Wie das 1. Schweizer Regiment. |
| Besitzer, Kommandant, Namensgeber | 1828 Oberst Friedrich Albert von Wyttenbach aus Bern, 1834 Oberst Henri-Victor-Louis de Gingins, 1848 Oberst Ludwig Bernhard Karl von Muralt aus Bern, 1849 Oberst Johann Rudolf Bucher aus Bern, 1850 nominell Oberst Alexander Karl von Steiger (-Wichtrach) von Bern, geführt durch Oberstleutnant (Oberst 1854) Johann Karl Albert von Wyttenbach von Bern, Sohn des ersten Kommandanten, 1859 Oberst Karl Viktor Weiss von Biel. |
| Herkunft Kader, Truppe            | Hauptsächlich Bern (12 Kompanien), ausgehoben aus den Resten der in Holland im gleichen Jahr abgedankten (1814/15 ausgehobenen) Schweizer Regimentern Jung-Jenner, Ziegler, Sprecher von Bernegg und Auf der Maur. |
| Einsatz, Ereignisse               | Die ersten zwei Jahrzehnte waren vom Garnisonsdienst auf dem Festland und in Sizilien geprägt. Das Regiment war in den 1830er Jahren in Capua stationiert, einer Garnison, die von der Cholera verschont blieb. In den 1850er Jahren hingegen, im Einsatz gegen die erneute Choleraepidemie, hatte das Regiment trotz rigoroser Hygienemassnahmen Verluste zu beklagen. In den Revolutionsjahre 1848/49 wurde die Truppe zur Niederschlagung der Aufstände der nach einer demokratischen Verfassung verlangenden Bevölkerung auf dem neapolitanischen Festland und in Sizilien eingesetzt. 1849 war das 4. Regiment im französischen Expeditionskorps von General Nicolas Charles Victor Oudinot an der Niederschlagung der Römischen Republik und der Wiederherstellung der Herrschaft der römisch-katholischen Kirche beteiligt. 1859 wurde es von der Revolte des 3. Schweizer Regiments mitgerissen und hatte bei deren Niederschlagung durch das Jägerbataillon 13 Todesopfer zu beklagen. Diese Rebellion war auch das Zünglein an der Waage zur Auflösung der Schweizer Truppen in neapolitanischen Diensten im gleichen Jahr. 1859 wurde das Regiment aufgelöst. |

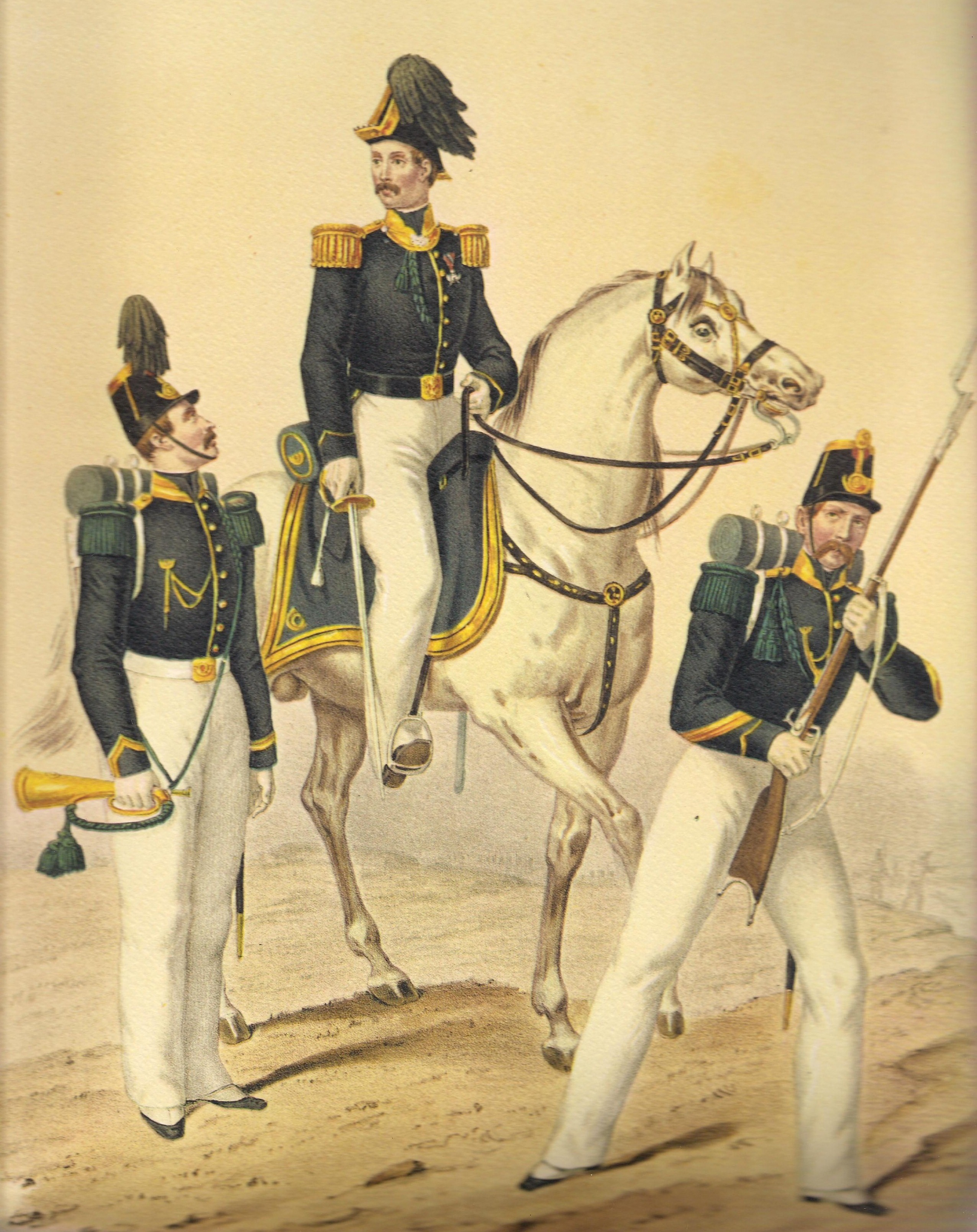
Jägerbataillon 13 1850–1859: Trompeter, Oberst zu Pferd, Wachtmeister

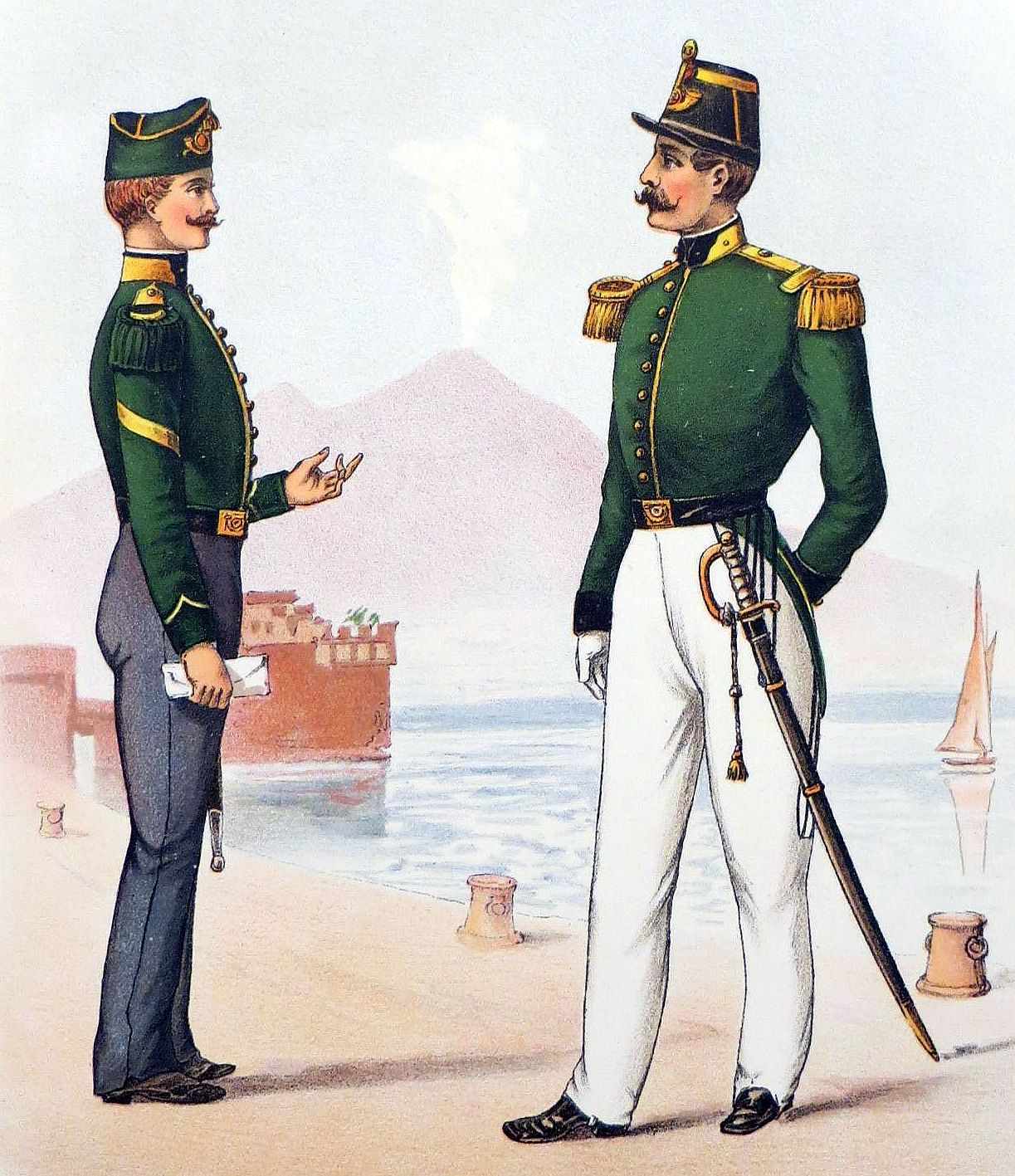
Jägerbataillon 13 1850–1859: Fourier in Arbeitsuniform, Hauptmann in Paradeuniform

Nach der anfänglichen wohlwollenden Förderung durch König Franz I., einst Schüler im bernischen Hofwil und angeblich des Schweizerdeutschen mächtig, kehrte nach seinem Tod 1830 unter seinem Sohn und Nachfolger Ferdinand II., trotz der offiziellen Kapitulationen, wieder die ehemalige Willkür zurück. Die wirtschaftlichen Privilegien im Königreich und der Mangel an Alternativen liessen die Kantone jedoch regelmässig über die königlichen Eigenmächtigkeiten hinweg sehen. Die Stimmung in Neapel selber wandte sich ebenfalls mehr und mehr gegen die Schweizer Truppen, die im Auftrag des despotischen Regimes 1830 gegen die Sympathisanten der Julirevolution und mehrmals gegen Teilnehmer von antimonarchistischen Verschwörungen vorgingen. Bei den übrigen neapolitanischen Truppen erregten auch ihre Privilegien und überdurchschnittlichen finanziellen Entschädigungen Anstoss.
Schliesslich rief 1848 die Niederwerfung der neapolitanischen Revolution und 1849 der Römischen Republik im Namen und zum Erhalt der absolutistischen Monarchie Neapels durch die Schweizer Truppen bei den liberalen, fortschrittlichen Parteien der jungen Schweiz grosse Empörung hervor und bewirkte einen politischen Durchbruch. Die eidgenössischen Räte beschlossen 1849 auf Antrag des Bundesrates, die Kapitulationen von Schweizer Truppen in fremden Diensten aufzuheben und alle Werbungen in der Schweiz zu verbieten. Doch einige Kantone erhoben Einspruch, betrachteten den Beschluss als Eingriff in die kantonale Souveränität und verwiesen auf die Frage der Entschädigungen von Mannschaft und Offizieren bei einem Rückruf vor Ablauf der Kapitulationen. Der Bundesbeschluss wurde nicht ausgeführt, um vorerst den Ablauf der Kapitulationen im Jahr 1855 abzuwarten.
König Ferdinand II. war aber keinesfalls gewillt, seine Schweizer Truppen zu entlassen. Er baute 1850 die vier Regimenter sogar noch je um ein Bataillon aus und liess zusätzlich ein Schweizer Jägerbataillon ausheben, dies allerdings mit einer von der Schweiz nicht ratifizierten Privatkapitulation mit einigen Offizieren.
Die Schweizer Behörden unterbanden daraufhin die Werbung für den neapolitanischen Dienst auf ihrem Gebiet und das Königreich Sardinien-Piemont schloss in Genua das Sammlungsdepot für den Rekrutierungsnachschub dieser Truppen. Neapel reagierte mit der Eröffnung der ausserhalb des schweizerischen Territoriums auf österreichischem und französischem Gebiet gelegenen Werbestellen Besançon, Bregenz, Feldkirch, Bludenz, Como und Lecco. Der Andrang junger abenteuerlustiger Leute aus der ganzen Schweiz war zum Missvergnügen des Bundesrates dennoch gross. Es waren auch vermehrt zweifelhafte Elemente (Trinker, von Behörden abgeschobenen Missliebige und sogar Delinquenten) darunter, was dem Niveau der Truppe abträglich und ein Hauptgrund für die zeitweise vorkommenden Kriegsgräuel und Plündereien war. Einige Kommandanten mussten sich deswegen in der Schweiz sogar vor einem Untersuchungsausschuss verantworten.
| Bezeichnung, Einsatzdauer         | (10nea)Jägerbataillon 13 1850–1859 |
| Jahr, Vertragspartner             | 1850 Privatkapitulation von Ferdinand II., König beider Sizilien, mit Oberstleutnant Franz Emanuel Lombach aus Bern und seinen Offizieren, von den Schweizer Behörden nicht anerkannt. |

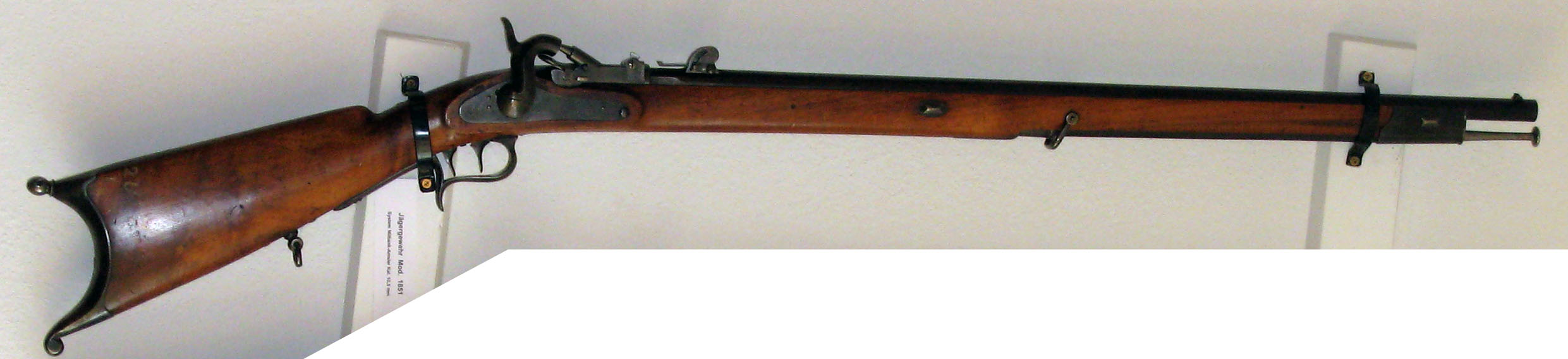
Eidgenössischer Scharfschützen-Stutzer 1851
Technische Daten:
• Waffe: Vorderlader, Länge 1260 mm, Gewicht 4,5 kg;
• Bajonett: Länge 510 mm, dreikantige Klinge, mit Gleitfeder befestigt;
• Lauf: Kaliber 10,5 mm, Länge 813 mm, 8 Züge, Rechtsdrall;
• Visier: Quadrantenvisier, Teilung 200 bis 1000Schritt, Visierlinie 725 mm;
• Abzug: Stecher, Perkussionsschloss;
• Zündung: Zündhütchen;
• Munition: Papierpatrone, Ladung 4 g Schwarzpulver;
• Geschoss: Weichblei, Kompressions-Deformationsspitzgeschoss, in Futter aus mit Fett getränktem Baumwolltuch, Gewicht 17 g, Anfangsgeschwindigkeit 440 m/s

| Bestand, Formation                | 1 Bataillon mit 6 Füsilier- und 2 Elitekompanien (Grenadiere und Jäger) von 900 Mann in dunkelgrüner Uniform. Es wurde auf Antrag von Oberstleutnant Felix Schumacher mit dem eidgenössischen Scharfschützen-Stutzer ausgerüstet, beschafft bei Escher Wyss in Zürich. |
| Besitzer, Kommandant, Namensgeber | Ausgehoben 1850 von Oberstleutnant Franz Emanuel Lombach aus Bern und nach seinem baldigen Tod 1850 geführt von Oberstleutnant Johann Lucas von Mechel aus Basel. |
| Herkunft Kader, Truppe            | Aus der ganzen Schweiz und teilweise auch aus dem Ausland. |
| Einsatz, Ereignisse               | Sein Einsatz im scharfen Schuss 1859 bei der Niederschlagung der Revolte des 3. und 4. Schweizer Regiments – ein Schusswechsel zwischen Schweizer Truppen mit einer Schweizer Waffe! – endete mit 49 Todesopfern und beschleunigte die Auflösung der Schweizer Truppen in Neapel. Das Jägerbataillon 13 gehörte nun aber noch vor den anderen 12 Schweizer Bataillonen zur Kerntruppe des Königs. 1859 wurde das Bataillon aufgelöst und mehrheitlich in das 3. Fremdenbataillon übernommen. |

König Ferdinand II. kam den schweizerischen Behörden zuvor und verlängerte 1854, ein Jahr vor Ablauf der Kapitulationen, durch den Abschluss von Privatkapitulationen mit den Kommandanten die Dienstzeit seiner Schweizer Truppen um weitere 30 Jahre, Verträge, die von den Schweizer Behörden nicht genehmigt wurden. Dieser Affront heizte die Stimmung der Opposition in der Schweiz gegen die Schweizer Truppen in fremden Diensten weiter an.

## Das Ende der Schweizer Truppen in fremden Diensten 1859
Als 1859 der zweite Italienische Unabhängigkeitskrieg ausbrach, der schliesslich den Weg zur Einigung Italiens öffnete, war der schweizerische Bundesrat gezwungen, zu reagieren. Vor allem England und Frankreich, die Protagonisten der liberalen Revolution, drängten, mit Verweis auf die 1815 vom Wiener Kongress verordnete Neutralität der Schweiz, auf den Rückzug der kantonalen neapolitanischen Kapitulationen und der Schweizer Truppen. Der Bundesrat ordnete daraufhin die Entfernung aller nationalen und kantonalen Hoheitszeichen auf den Fahnen der Schweizer Truppen in neapolitanischen Diensten an, was zu einer brutal unterdrückten Revolte der Soldaten des 3. und 4. Schweizer Regiments führte. Dies wiederum veranlasste den Bundesrat, beiden Parlamenten ein Spezialgesetz zu beantragen, das den Dienst von Schweizern in ausländischen Truppenkörpern, die nicht als nationale Truppen des betreffenden Staates gelten konnten, sowie die Werbung für solche Truppen unter scharfe Strafen stellte. Das Gesetz wurde angenommen und einen Monat später verfügte der junge König Franz II. die Auflösung aller Schweizer Truppen in neapolitanischen Diensten.
Von den 1859 rund 12'000 entlassenen Truppenangehörigen kehrte etwa die Hälfte zurück in die Schweiz, 800 Mann traten in die päpstliche Armee ein, andere liessen sich von der französischen Fremdenlegion oder von den holländischen Truppen auf Java anwerben. 1'800 Mann aber blieben in Neapel und bildeten als Schweizer Fremdenbrigade einen neuen Truppenkörper, ganz ohne Beteiligung der eidgenössischen Behörden.
| Bezeichnung, Einsatzdauer         | (11nea)Schweizer Fremdenbrigade 1860–1861 |
| Jahr, Vertragspartner             | 1860 Privatkapitulation von Franz II., König beider Sizilien, mit Oberst Johann Lucas von Mechel, gegen den Willen der Schweizer Bundesbehörden. |
| Bestand, Formation                | Eine Kampfbrigade bestehend aus den drei Schweizer Fremdenbataillonen 1, 2 und 3, dem Schweizer Veteranenbataillon und der Artillerie-Fremdenbatterie 15. Das 1. Schweizer Fremdenbataillon wurde gebildet aus den Resten des 1. Regiments, das 2. Schweizer Fremdenbataillon aus Freiwilligen aus den übrigen 3 Regimentern und das 3. Schweizer Fremdenbataillon aus dem fast vollständigen Jägerbataillon 13 und umfasste insgesamt 1'800 Mann. Das Schweizer Veteranenbataillon mit 4 Kompanien wurde bereits 1859 zusammengestellt aus Truppenangehörigen der Schweizer Linienregimentern 1 bis 4, die dort entlassen wurden. Die Artillerie-Fremdenbatterie 15, mit 5 Offizieren, 174 Unteroffizieren, Artilleristen und Trainsoldaten, 136 Pferden und 6 Sechspfündern, entstand aus den Artilleriesektionen der vier Schweizer Linienregimenter. |
| Besitzer, Kommandant, Namensgeber | Die Kampfbrigade wurde kommandiert von Oberst Johann Lucas von Mechel aus Basel, mit den Bataillonskommandanten: 1. Schweizer Fremdenbataillon: 1860 Oberstleutnant Franz Xaver Göldlin aus Luzern; 2. Schweizer Fremdenbataillon: 1860 Oberst Alois Migy († 1860) aus Pruntrut, gefolgt 1860 von Major Franz Anton von Werra aus Leuk; 3. Schweizer Fremdenbataillon: 1860 zuerst in Personalunion Oberst Johann Lucas von Mechel, nach dessen Beförderung (1860 Brigadier) im selben Jahr abgelöst durch Major Eugen Gächter († 1861) aus St. Gallen und 1861 durch Major Johann Heinrich Wieland von Basel; Schweizer Veteranenbataillon: 1860 Oberstleutnant Eugen Emanuel Tschiffeli von Bern; Artillerie Fremdbatterie 15: 1860 zuerst Hauptmann Heinrich Fevot († 1860) aus Lausanne, gefolgt 1860 von Hauptmann Robert von Sury aus Solothurn. |
| Herkunft Kader, Truppe            | Freiwillige aus den aufgelösten Schweizer Truppen in neapolitanischen Diensten als Stamm, ergänzt mit in Österreich-Ungarn angeworbenen Rekruten. Viele Offiziere waren Söhne aus neapolitanischen Mischehen von Schweizern. Im Gegensatz zum Offizierskorps waren in der Mannschaft zu diesem Zeitpunkt die Nichtschweizer bereits in der Mehrzahl |
| Einsatz, Ereignisse               | 1860 gehörte die Schweizer Brigade zum bourbonischen Heer, das durch die Revolutionäre von Giuseppe Garibaldi zum Rückzug auf die Halbinsel Gaëta gezwungen wurde. Es hielt schliesslich, in diesem letzten Zufluchtsort der Königsfamilie, unter General Felix von Schumacher aus Luzern und seinem Adjutanten Max Alphons Pfyffer von Altishofen, den Generälen Augustin von Riedmatten (Abschnittskommandant Seeseite der Festung) und Josef Sigrist (Landseite), monatelang der Belagerung durch die piemontesischen Truppen stand, bevor es die total zerstörte Festung räumte. Schumacher begleitete die Königsfamilie 1861 nach der Abdankung von Franz II. ins Exil nach Rom. Das bourbonische Heer wurde aufgelöst, viele Truppenangehörige traten in die Armee des Königreichs Italiens über. Die überlebenden Schweizer Offiziere wurden einige Zeit im Kirchenstaat interniert, bevor sie nach Hause entlassen wurden. Schumacher setzte seine Karriere in Luzern als Förderer des gehobenen Fremdenverkehrs fort. Pfyffer wurde Schweizerischer Generalstabschef und Initiator der Gotthard-Festung sowie Gründer des Grandhotel National in Luzern. |

Mit der Auflösung der vier Schweizer Regimenter 1859 in Neapel war das Kapitel der Schweizer Truppen in fremden Diensten, mit Ausnahme der päpstlichen Schweizer Garde, endgültig zu Ende.
Das 1859 in Kraft gesetzte Spezialgesetz gegen den Dienst von Schweizer Truppenkörpern im Ausland erwies sich jedoch als unwirksam gegen den Dienst in den Fremdenlegionen. Da diese, von Offizieren des betreffenden Staates kommandiert, als nationale Truppen angesehen wurden, erfasste sie dieses Gesetz nicht. Erst 1927 machte Artikel 94 des Militärstrafgesetzes den individuellen Militärdienst von Schweizer Bürgern im Ausland ohne Bewilligung des Bundesrates generell strafbar.